# Beda M. Stadler
Beda Martin Stadler (* 21. Juni 1950 in Visp) ist ein Schweizer Molekularbiologe sowie emeritierter Professor und ehemaliger Direktor des Instituts für Immunologie der Universität Bern.

## Leben und Werk
Der bekennende Atheist Stadler stammt aus einer katholischen Familie mit fünf Kindern. Sein Vater arbeitete als Ingenieur bei dem Chemie- und Pharmaunternehmen Lonza. Stadler besuchte das Kollegium Spiritus Sanctus in Brig. Er studierte Biologie in Bern und wurde in Molekularbiologie promoviert. Zwei Jahre verbrachte er in den Vereinigten Staaten. Nach der Rückkehr in die Schweiz arbeitete er an der Universität Bern und wurde 1991 Professor für Immunologie.
Stadler betrieb Grundlagenforschung im Gebiet der Allergologie und Autoimmunität und angewandte Forschung zur Herstellung von rekombinanten humanen oder künstlichen Antikörpern und Impfstoffen für die Therapie.
In der Öffentlichkeit bekannt wurde er als Diskussionsteilnehmer und insbesondere mit seinen bissigen Kolumnen, in denen er meist zu medizinischen sowie gesundheits- und gesellschaftspolitischen Themen – etwa Alternativmedizin (contra), Gentechnik (pro), Impfung (contra Kritik), Corona (contra Maskenpflicht), Klimawandel (gegen Hysterie) – Stellung bezieht. Seine provokativen Thesen, in der Titelformulierung oft ironisch zugespitzt – Legalisiert das Doping, Konsumenten wollen Genfood oder Frauen sind nicht lustig – erregen Zu- und Widerspruch der Leserschaft. Ein Autor des Beobachters nannte ihn 2009 den «umstrittensten Professor der Schweiz». 2021 sagte er dazu: 

„Wichtig ist, dass wir auf Glaubenssysteme verzichten und der Wissenschaft mehr vertrauen. Die Wissenschaft ist im Gegensatz zum Glauben bereit, aus Fehlern zu lernen.“

Von 2005 bis 2008 war er Kolumnist der NZZ am Sonntag; er schrieb auch für die Berner Zeitung und ist Gast-Autor des Blogs Achse des Guten.
Neben seinen wissenschaftlichen Publikationen und Zeitungskolumnen veröffentlichte Stadler 2001 ein GVO-Kochbuch. Er ist unter anderem Mitglied des Beirates der religionskritischen Giordano-Bruno-Stiftung.
Im Herbst 2020 lag er nach einer Operation wegen eines Aneurysmas aufgrund von Komplikationen wochenlang im künstlichen Koma und überlebte darüber hinaus eine im Spital zugezogene Corona-Infektion.
Stadler ist verheiratet und hat zwei Kinder. Er lebt heute in der Walliser Berggemeinde Zeneggen.

## Werke
- Es gibt keine menschlichen Gene. Mythen und Fakten über Gentechnologie. Huber, Bern 1997.
- Gene an die Gabel. Das erste GVO-Kochbuch der Welt. InterNutrition, Zürich 2001.
- Glücklich ungläubig. Autobiografie. Cameo, 2022, ISBN 978-3-906287-82-9.
- Wir zwei für die Zukunft. Cameo, 2023, ISBN 978-3-03951-023-8.